# Nataša Pircová Musarová
Nataša Pircová Musarová (* 9. května 1968 Lublaň) je slovinská advokátka, novinářka a spisovatelka, od prosince 2022 prezidentka Slovinska.
Nataša Pircová Musarová je bývalá slovinská komisařka pro přístup k veřejným informacím (2004–2014) a bývalá předsedkyně slovinského Červeného kříže (2015–2016). Jako advokátka je známá především svými rozhodnutími a knihami o svobodě informací a významnými právními případy, v nichž zastupovala ve Slovinsku narozenou Melanii Trumpovou (manželku Donalda Trumpa), politickou stranu Sociální demokraté a další významné klienty. Ve druhém kole prezidentských voleb v listopadu 2022 se stala první ženou zvolenou do funkce slovinského prezidenta. Funkce se ujala 22. prosince 2022 složením slibu.
Nataša Pircová Musarová je vdaná, s manželem Alešem Musarem mají syna Makse.